# Gasteracantha falcicornis
Gasteracantha falcicornis là một loài nhện trong họ Araneidae.
Loài này thuộc chi Gasteracantha. Gasteracantha falcicornis được Arthur Gardiner Butler miêu tả năm 1873.

## Hình ảnh

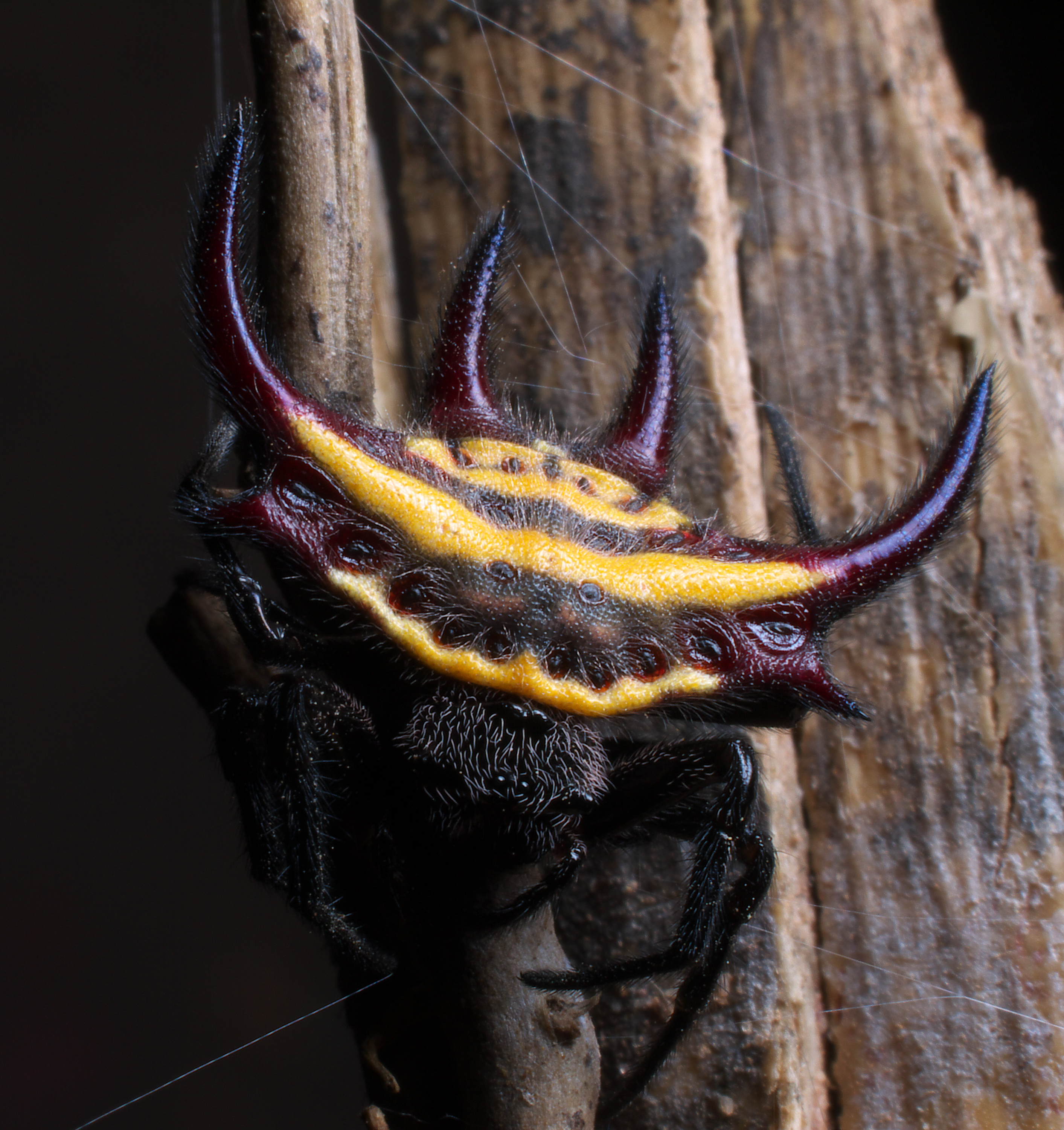
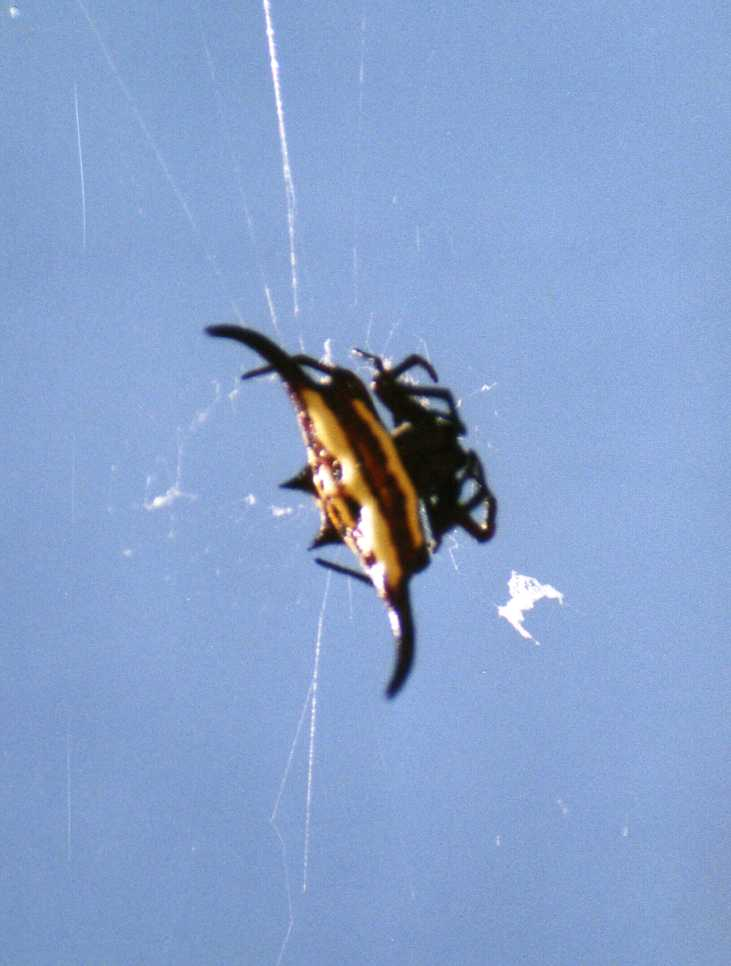